# أرق التفاح
أرق التفاح أو مَن التفاح أو مَنّ التفاح الأخضر (الاسم العلمي: Aphis pomi)، حشرة من فصيلة المن، يبلغ طول الحشرة 2,2 مم. تتكاثر بتوالد العذري. يركب الزمعات النامية والأوراق الفتية فيؤذيها. نتنشر في أوروبا وغرب آسيا في باكستان والهند وفي شمال أفريقيا وشمال أمريكا.